# Carosello Carosone n. 7
Carosello Carosone n. 7 è un album studio di Renato Carosone e il suo Sestetto, registrato e pubblicato nel 1958.

## Tracce
Lato A
1. Colonel Bogey
2. Caravan petrol
3. A tisket a tasket
4. Amor di pastorello

Lato B
1. Mama guitar
2. 'O sarracino
3. Allegro motivetto
4. Magic moments